# Nagib Mahfuz
Nagib Mahfuz (arapski: نجيب محفوظ ) (Kairo, 11. prosinca 1911. – 30. kolovoza 2006.), egipatski književnik, dobitnik Nobelove nagrade za književnost 1988. godine.
Mahfuz je objavio više od 40 novela i 30 scenarija. "Kairska trilogija" (1956., 1957.) je remek djelo. Godine 1959. objavljuje "Children of Gebelawi" koje zbog bogohulnosti biva zabranjeno u Egiptu. Upravo se ova knjiga smatra razlogom atentata na Mahfuza 1994. godine, nakon kojeg je on bio pod stalnom pratnjom tjelesnih čuvara.